# Лаки (вулкан)
Ла́ки — щитовой вулкан на юге Исландии, недалеко от каньона Эльдгьяу и городка Киркьюбайярклёйстюр в Национальном парке Скафтафедль. Лаки является цепью из более чем 110—115 кратеров высотой до 818 м (относительная высота лавовых конусов над базальтовым покровом 80—90 м), протянувшейся на 25 км, с центром на вулкане Гримсвотн и включающей каньон Эльдгьяу и вулкан Катла. Лаки расположен между ледниками Мирдальсйёкюдль и Ватнайёкюдль, в районе разломов, простирающихся с юго-запада на северо-восток.

## Крупные извержения
В 934 году в системе Лаки произошло очень крупное извержение, было выброшено около 19,6 км³ лавы.

### Извержение 1783 года
В 1783—1784 годах на Лаки и соседнем вулкане Гримсвотн произошло мощнейшее (6 баллов по шкале извержений) трещинное извержение с выходом около 15 км³ базальтовой лавы в течение 8 месяцев. Данное извержение считается одним из самых губительных за последнее тысячелетие и самым крупным лавовым извержением за историческое время. Длина лавового потока, излившегося из 25-километровой трещины, превышала 130 км, а площадь, залитая им, составила 565 км². В воздух поднялись клубы ядовитых соединений фтора и диоксида серы, которые погубили более 50 % поголовья скота в Исландии (погибло примерно 11 000 голов крупного рогатого скота, 200 000 овец, 30 000 лошадей, а также почти все птицы и множество рыб); вулканический пепел засыпал частично или полностью пастбища на большей части территории острова. Начался голод, повлёкший за собой гибель приблизительно 10 тысяч человек или 20 % населения страны. В течение лета 1783 года во многих районах Европы и Северной Америки наблюдался светящийся тропосферный смог, задерживавший солнечное излучение, который представлял собой сернокислый туман. Помимо понижения температуры, в районах, подвергшихся длительному воздействию смога, происходило значительное увеличение смертности людей и домашних животных. Необычайно жаркое и засушливое лето 1783 года вместе с угнетающим растительность воздействием сернокислотного смога привело к неурожаю и голоду в Европе в 1784 году. Последующие погодные явления с осени 1783 года и до лета 1784 года отличались значительной экстремальностью и соответствовали гораздо более холодному климату. Эти явления наблюдались в различной форме по всему Северному полушарию, но в основном это сказалось на Европе, в которой из-за снижения прогрева Северной Атлантики и ослабления Гольфстрима зимняя погода скорее соответствовала сибирскому климату с большим количеством осадков.
Период наиболее сильных последствий извержения называли в Исландии Бедствиями в тумане. Одновременно с базальтовым извержением Лаки, в 1783–1785 годах происходило эруптивное извержение подледного вулкана Гримсвётн, что приводило к масштабным наводнениям. Отдельные исследования полагают, что глобальное похолодание климата в северном полушарии было в бо́льшей степени обусловлено именно этим взрывным извержением, потому как оно сопровождалось выбросом аэрозолей в стратосферу. Извергнутый вулканом тонкий пепел присутствовал во второй половине 1783 года над большей частью территории Евразии. Но несмотря на гавайский тип извержения Лаки, оно также приводило к проникновению вулканических газов в верхнюю атмосферу — высота лавовых фонтанов достигала 0,8–1,4 км и не превышала 1,5 км, но высота конвективной колонны над районом извержения достигала 15 км. В целом, за восемь месяцев извержения произошло выделение в атмосферу около 8 миллионов тонн фтора и примерно 120 миллионов тонн диоксида серы.

## Галерея

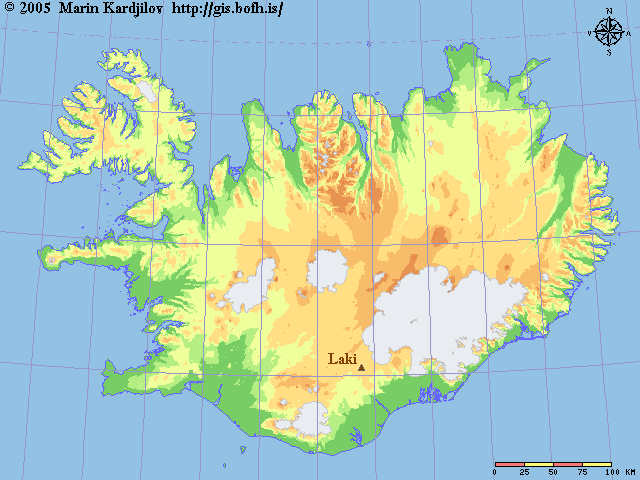
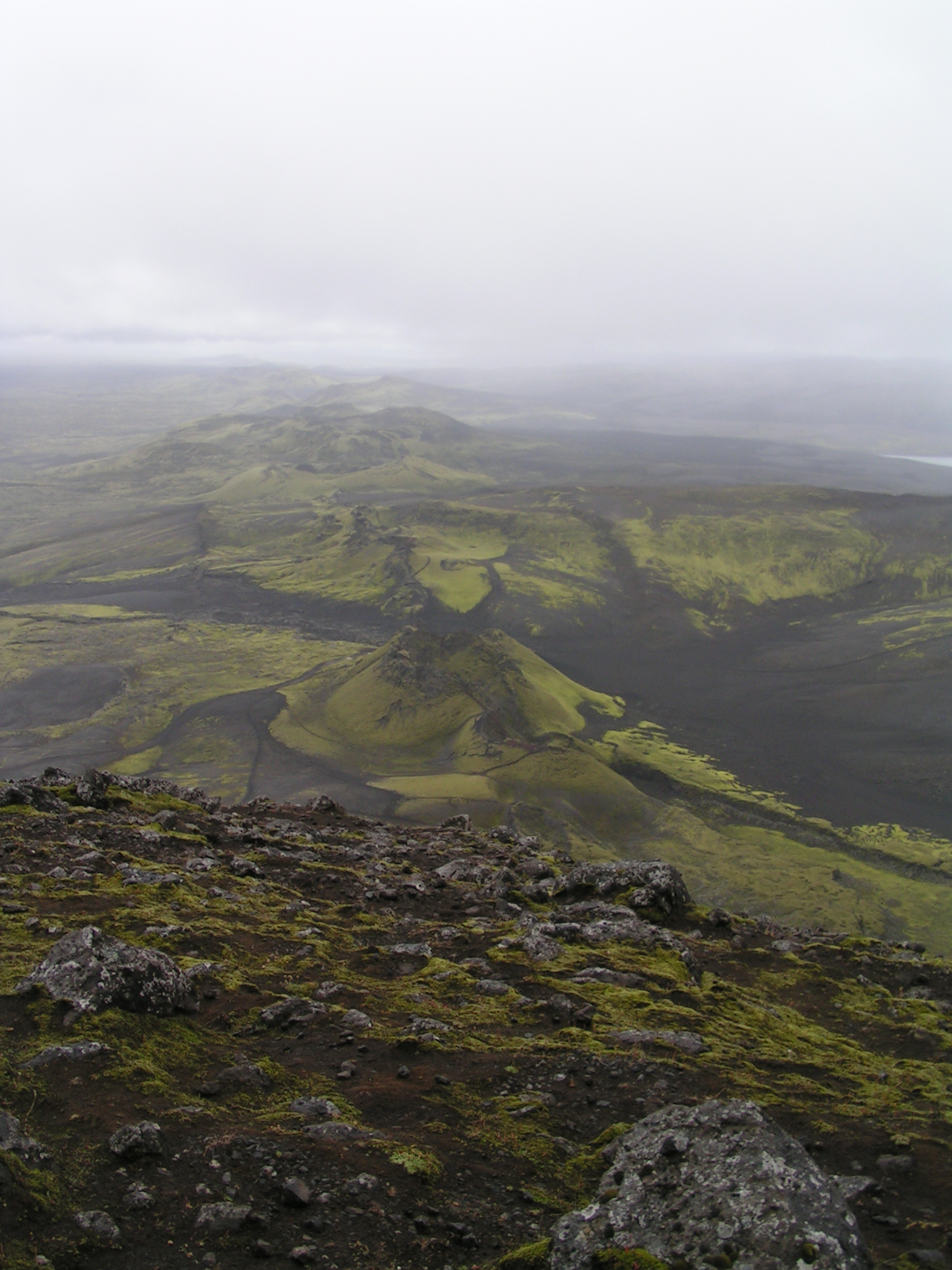